# Robe violette et Anémones
Robe violette et Anémones est un tableau réalisé en 1937 par le peintre français Henri Matisse. Cette huile sur toile représente une femme en robe violette accoudée derrière un vase rempli d'anémones. L'œuvre est conservée au musée d'Art de Baltimore, à Baltimore, aux États-Unis.